# Baäl

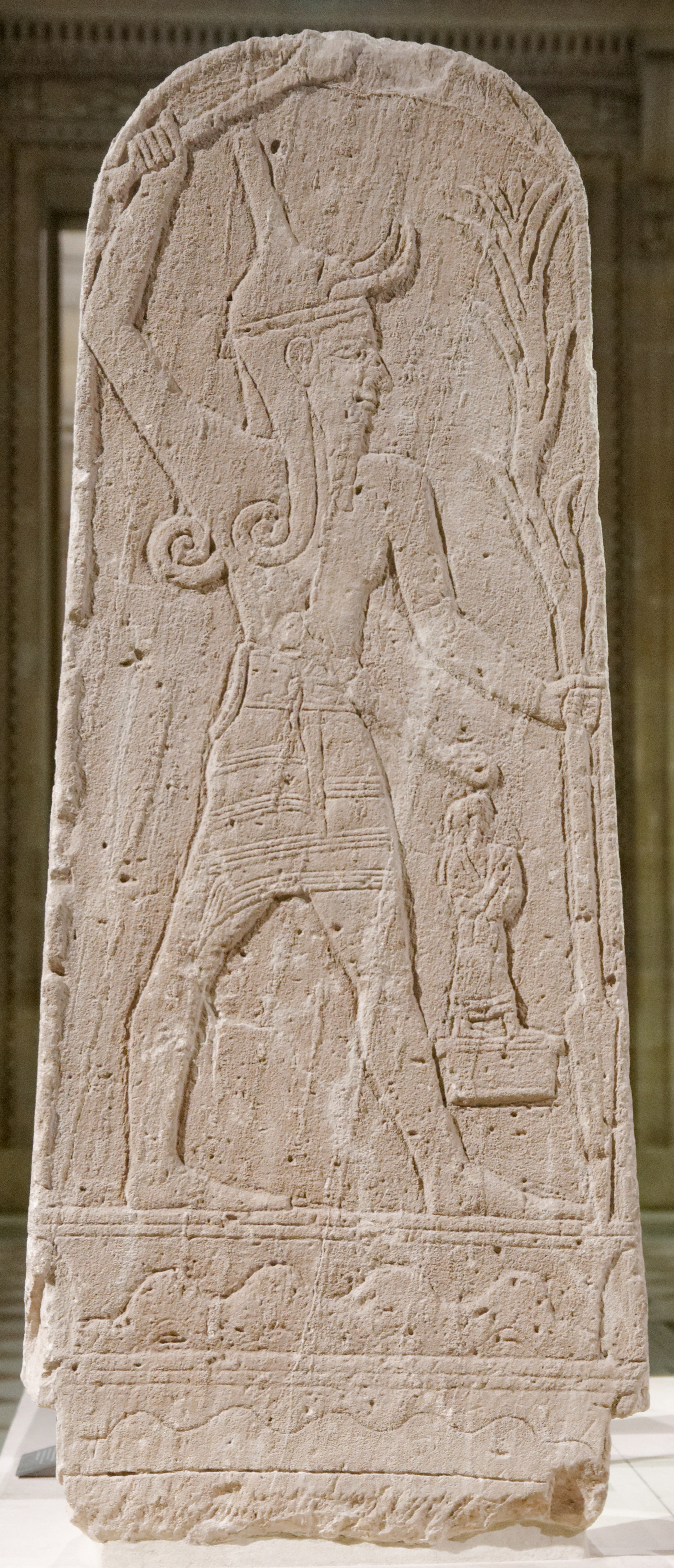
Afbeelding van Baäl. Kalksteen. Gevonden in Ugarit (West-Syrië). Datering ca. 1500-1300 v. Chr.

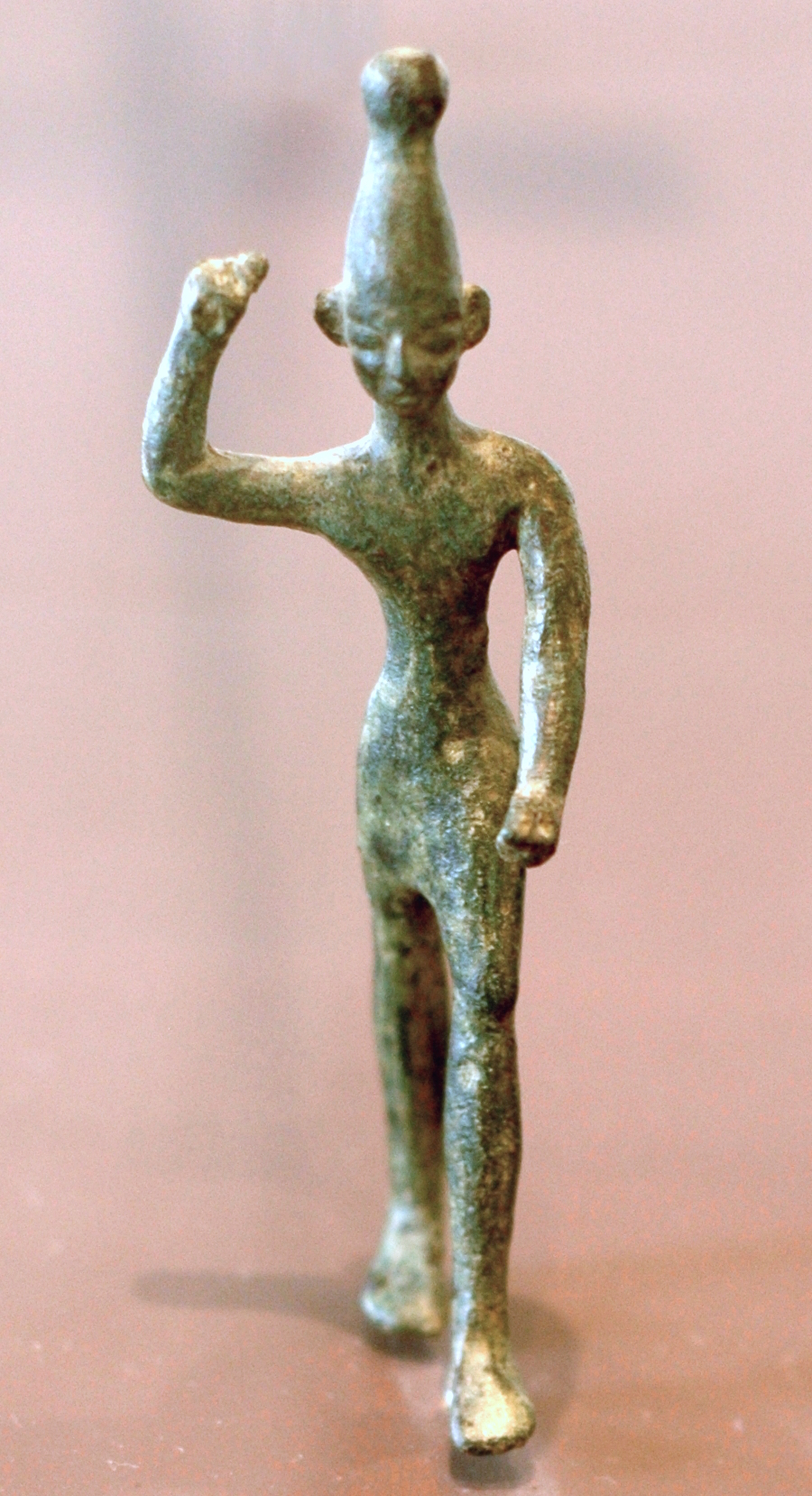
Beeld van Baäl, gevonden in Ugarit, thans in het Louvre (Parijs)

Baäl was een Kanaänitische god, vrijwel zeker een weergod. Tot op heden noemt men in de Arabische omgangstaal de natuurlijke landbouw, waarin gewassen van regen afhankelijk zijn, de Baälitische landbouw (زراعة بعلية - zira'a ba'liya). Baäl komt veelvuldig voor in de Hebreeuwse Bijbel.

## Naam en herkomst
Baäl is afgeleid van de Semitische radicaal: b'l (Akkadisch: bēlu[m]; Hebreeuws: בעל, baʿal, Arabisch بعل, ba'l) en betekende "heer" of "eigenaar". Op een god toegepast was 'Baäl' oorspronkelijk een titel van de weergod en deze verdrong in de late bronstijd de oorspronkelijke naam van de god. Dit proces heet in de godsdienstgeschiedenis syncretisme en vond plaats bij de weergoden uit het noorden van Mesopotamië en Noordwest-Syrië: Hadad / Haddu, Adad / Addu. Een vergelijkbare ontwikkeling geldt voor Marduk / Bel in de Midden-Babylonische tijd en in de Hebreeuwse Bijbel voor JHWH / Adonai.
Naast dit absolute gebruik van 'Baäl' zijn er ook genitiefverbindingen, zoals in het Ugaritische b'l şpn, "Baäl-Saphon". Ook bij deze naam is er sprake van verdringing van de oorspronkelijke naam, in dit geval van het epitheton van de weergod Haddu.
In het algemeen werd de god Baäl als zoon van de hemelgod El gezien en was zijn moeder daarom Athirat. Zijn zus was Anat, die ook als zijn echtgenote werd gezien (vanaf ±1000 v.Chr. was dat Ashtoreth), en Jammu en Motu zijn broers. Een van zijn epitheta was 'Wolkenrijder'.

### Baäl Hammon
Baäl Hammon (Fenicisch: 𐤁𐤏𐤋 𐤇𐤌𐤍, baʿl ḥamūn; Punisch: 𐤁𐤏𐤋 𐤇𐤌𐤍, bʻl ḥmn, "heer van de rookaltaren") was de hoofdgod van de Carthagers. In de Interpretatio Graeca wordt hij geïdentificeerd met de titaan Kronos. De Carthaagse offers aan Kronos werden in middeleeuwse Joodse commentaren verbonden aan de offers aan de Moloch. Mogelijk werd de Moloch al eerder geïdentificeerd met Baäl (zie bijvoorbeeld Jeremia 32:35).
Sommige Fenicische en Punische theofore namen bevatten een vorm van deze naam Baäl: baʿl. Hasdrubal betekent bijvoorbeeld 'Baäl is helper' en Hannibal 'Glorie van Baäl'. Een andere variant van de naam Baäl (west-Semitisch) is 'Bel' (oost-Semitisch).

## Aanbidding van Baäl
Opgravingen sinds 1929 in Mīnet el-Bēḍā en vooral op Tel Rās Šamra hebben een schat aan bronnen over de aanbidding van Baäl in het oude Ugarit gegeven. De geschreven bronnen zijn in het Ugaritisch, Akkadisch en Hurritisch. Het gaat enerzijds om mythen en epen, anderzijds om opsommingen van goden, rituele teksten, liederen en dergelijke. In deze teksten wordt Baäl als de naam van een weergod gebruikt, maar wordt de aanduiding ook in meervoud gebruikt, 'Baäls'. Voor een beeld van de aanbidding van Baäl zijn de verhalen minder bruikbaar dan de offerlijsten en andere rituele teksten.

### Baälcyclus
De kleitabletten die bij deze opgraving zijn gevonden, bevatten ook de zogenaamde Baälcyclus. Deze omvat zeven tabletten over het koningschap van de god Baäl. De verhalen draaien om drie verhaallijnen:
- De strijd tussen Baäl en de zeegod Jammu.
- De bouw van het paleis voor Baäl.
- De strijd tussen Baäl en Mot, de god van de dood.

De interpretatie van de tekst en zelfs de volgorde van de tabletten is omstreden.

## Baäl in de Hebreeuwse Bijbel

### Plaatsnamen
Baäl komt als theofoor deel van plaatsnamen veelvuldig voor in de Hebreeuwse Bijbel. Het kan een voorvoegsel of een achtervoegsel zijn. Voorbeelden van gebruik als voorvoegsel zijn Baäl-Gad (Jozua 11:17) en Baäl-Hamon (Hooglied 8:11). Voorbeelden als achtervoegsel zijn Gur-Baäl (2 Kronieken 26:7) en Kirjat-Baäl (Jozua 15:60). Eenmaal wordt Baäl als een zelfstandige plaatsnaam gebruikt (1 Kronieken 4:33).
Of dit gebruik stamt van locale vormen van de god Baäl of een aanduiding is van het bezit van een anonieme godheid ("Heer van NN") kan per geval verschillen.

### Persoonsnamen
Baäl komt in de Hebreeuwse Bijbel ook voor als persoonsnaam, zoals in 1 Kronieken 5:5, 8:30 en 9:36. Waarschijnlijk is Baälis in Jeremia 40:14 hieraan verwant.
Daarnaast wordt Baäl ook bij persoonsnamen als voorvoegsel of achtervoegsel gebruikt. Voorbeeld van gebruik als voorvoegsel is Baäl-Chanan (Genesis 36:38). In Nederlandse vertalingen is dit niet altijd te herkennen. Zo is de oorspronkelijke vorm van Bealja uit 1 Kronieken 12:6 ba‘aljāh, "JHWH is heer". In deze samenstelling is 'Baäl' geen theofoor element, maar identificeert JHWH met een naam in de vorm van een nominaalzin als "Heer".

### Godsnamen
Baäl wordt in de Hebreeuwse Bijbel ook vaak gebruikt als voorvoegsel bij godsnamen, zoals Baäl-Zebub (2 Koningen 1:2, vergelijk Beëlzebub) en Baäl-Berit (Rechters 8:33).

### Polemiek tegen Baäl
Hoewel de aanduiding Baäl veelvuldig als een neutrale aanduiding voorkomt in de Hebreeuwse Bijbel, bevat deze ook harde polemiek tegen Baäl. Deze stamt waarschijnlijk uit de periode van de deuteronomistische geschiedenis. In de periode daarvoor was er waarschijnlijk een vreedzame co-existentie, waarbij Baäl en JHWH misschien als broers, beiden zonen van El werden beschouwd. Sommige restanten van die periode zijn anders moeilijk te verklaren. Een voorbeeld hiervan is de naam Jerubbaäl die aan Gideon werd gegeven (Rechters 6:32). Deze naam betekent "Moge Baäl met hem strijden" of "Laat Baäl strijden", terwijl Gideon in het voorliggende verhaal net een altaar van Baäl had gesloopt.
De twee belangrijkste vertellingen in het kader van deze polemiek zijn die over de dynastie van Omri en de opstand van Jehu.

#### Elia, het huis van Omri en Baäl
Volgens 1 Koningen 16:31 werd koning Achab verweten dat hij een Sidonische vrouw had getrouwd (Izebel) en Baäl diende. Volgens 16:32 bouwde hij een tempel voor Baäl en richtte hij een altaar op. Of dit op historische feiten berust, is twijfelachtig. In 1 Koningen 17 staat het verhaal waarin Elia (zijn naam betekent: "Mijn God is JHWH") een lange periode van droogte aankondigt aan Achab, die in 18:41-46 eindigt. In dit verhaal is de verstandhouding tussen Elia en Achab goed.
In 18:3-40 staat het verhaal over de strijd tussen JHWH en Baäl. Elia kreeg van God de opdracht om de Baäl-priesters uit te dagen om te laten zien wie de ware God is en dat Baäl geen kracht had. Na een proef om een stapel hout te laten ontbranden verloren de Baäl-priesters omdat zij hun vuur niet aan kregen, maar het vuur waar Elia voor bad begon wel te branden, zelfs nadat hij er water overheen had gegooid. Hierna grepen zij de priesters van Baäl en Elia bracht ze om met het zwaard. In de Bijbelwetenschap is de consensus dat dit oudere verhaal over de strijd tussen JHWH en Baäl in de deuteronomistische periode is ingevoegd en een etiologie is van de ondergang van het koninkrijk Israël en Juda. Dit verklaart waarom er geen restanten uit de ijzertijd zijn gevonden van een Baälcultus op de Karmel.
Het bloederige verhaal in 2 Koningen 10 over Jehu sluit de verhalen over de strijd tegen Baäl af en heeft ook deuteronomistische karakteristieken (zie bijvoorbeeld 10:32-33). In dit verhaal roeide Jehu het koningshuis van Achab uit. Jehu riep daarna de Baälpriesters en vereerders in hun tempel in Samaria bijeen voor een offerfeest, maar liet ze daarna allen afslachten en de tempel met de grond gelijk maken.

#### Jeremia
De vermeldingen van Baäl in Jeremia 2:8,23 passen in de deuteronomistische polemiek tegen Baäl. De gebruiken die erin worden geschreven zijn precies wat in het verbond werd verboden (Deuteronomium 16:18-18:22). Baälsdienst wordt in een adem genoemd met diefstal, moord en overspel (7:9). In Jeruzalem stond in elke straat een wierookaltaar voor Baäl, "de god van de schande" (11:13).
Jeremia spreekt van kinderoffers aan de Baäl (19:5). Op andere plaatsen worden kinderoffers in verband gebracht met Moloch (bijvoorbeeld in Leviticus 18:21; 20:2). Moloch werd misschien geïdentificeerd met Baäl (zie bijvoorbeeld Jeremia 32:35).

### JHWH en Baäl
Het  Judea van de Hebreeuwse Bijbel was in het eerste millennium v.Chr. niet het land van Baäl, maar van JHWH (enkele uitzonderingen daargelaten). Dat de polemiek tegen Baäl in sommige delen zo veel plaats krijgen, stamt uit de deuteronomistische geschiedschrijving, die de ondergang van het koninkrijk Israël en Juda een theologische oorzaak gaf. Dat Achab zich verbond aan Izebels vader Etbaäl (1 Koningen 16:31) was het begin van de afval van de Israëlieten, die zich afkeerden van de monolatrische hoofdgod, die zich wreekte door hun ondergang te bewerkstelligen.
Zowel JHWH als Baäl waren, net als de Aramese Hadad, stormgoden of weergoden. Ook JHWH wordt beschreven als een krijger en wolkenrijder (Psalm 68), die regen veroorzaakt (Rechters 5:4) of stopt (1 Koningen 17; Jesaja 5:6), wervelstormen beveelt (Hosea 4:19), bliksemstralen laat flitsen (Deuteronomium 33:2). Deze beschrijvingen werden niet overgenomen van Baäl, maar zijn ontstaan in hetzelfde proces in de late bronstijd van syncretisme met de weergoden uit het noorden van Mesopotamië en Noordwest-Syrië.

## Baäl in de Koran
De Koran noemt de strijd tussen de Baäl-priesters van Izebel en de profeet Elia.

## Baäl in de kunst
- Baäl komt voor als zonnegod in de novelle Babel van Louis Couperus. 1901